# Pulau Kurudu
Pulau Kurudu är en ö i Indonesien.   Den ligger i kabupatenet Kabupaten Kepulauan Yapen och provinsen Papua, i den östra delen av landet, 3 400 km öster om huvudstaden Jakarta. Arean är 22,7 kvadratkilometer.
Terrängen på Pulau Kurudu är platt. Öns högsta punkt är 146 meter över havet. Den sträcker sig 4,4 kilometer i nord-sydlig riktning, och 11,8 kilometer i öst-västlig riktning.